# Mr. Arkadin
Mr. Arkadin(estrenada per primera vegada a Espanya, 1955), coneguda a Gran Bretanya com Confidential Report, és una pel·lícula de cinema negre de coproducció franco-hispano-suïssa, escrita i dirigida per Orson Welles i rodada a diverses localitzacions espanyoles, com ara la Costa Brava, Segòvia, Valladolid i Madrid. El rodatge va tenir lloc a tot Europa el 1954, i les escenes rodades fora d'Espanya inclouen ubicacions a Londres, Munic, París, la Riviera francesa i al Castell de Chillon a Suïssa.

## Argument
Un petit avió d'un sol motor de flota vola buit pel cel clar. Una veu en off de flashback comença a explicar per què i qui hi havia estat abans que fos abandonat.
Guy Van Stratten, un contrabandista estatunidenc que treballa als molls de Nàpols, observa un home que és perseguit a la foscor i, aparentment, improbablement, el seu perseguidor amb una cama. L’individu cau a terra, apunyalat, malgastant amb les seves últimes respiracions els noms de "Gregory Arkadin", un famós magnat internacional, un fosc "oligarca" de la seva època amb un passat fosc i misteriós, i, simplement, "Sophie". Stratten i la seva xicota,la talentosa Mily viatgen al castell d'Arkadin a Espanya per descobrir com aquestes pistes es poden transformar en "diners".
En establir una amistat amb la imprevisible filla d'Arkadin, Raina, aparentment l'única persona per la qual l'Arkadin sent afecte, el faldiller Stratten és convidat a dins. L'Arkadin ja s'ha assabentat de l'interès de Stratten i Mily per ell i dels antecedents criminals de la parella. En lloc de rebutjar-los, s'ofereix obertament a pagar a Stratten 15.000 dòlars per descobrir informació sobre el seu passat, que explica que s'ha perdut per amnèsia. Segons ell, es va despertar en una plaça de Suïssa l'any 1927 amb 200.000 francs suïssos a la butxaca i sense cap record abans d'això. Aleshores va aprofitar-ho per assolir una nova identitat, un poder enorme i una riquesa incomptable, però està preocupat per no saber qui era i encara ho està; Stratten l'impressiona com a prou emprenedor i despietat per descobrir, segons demana Arkadin, el seu secret total. Stratten continua "romanciejant" a la Raina, que hi juga per rebel·lar-se contra el seu pare dominant -i desaprovador-.
Stratten comença a buscar a Europa; L'Arkadin porta a la despistada Mily al seu iot per conèixer els veritables motius de Stratten. A partir d'entrevistes amb una sèrie estranya de persones: el propietari d'un circ de puces, el propietari d'una botiga de ferralla vienesa, una dona noble empobrida a París i un addicte a l'heroïna que tortura amb abstinència, Stratten s'assabenta que l'Arkadin d'abans de 1927 va ser el principal impulsor d'una xarxa de tràfic sexual a Varsòvia, segrestant noies i venent-les per a la prostitució a Amèrica del Sud. "Sophie" és l'antiga senyora i líder, a qui li va robar el seu providencial guany. Demostra ser una dona gran resignada i tolerant que viu els seus dies com a reclusa a l'Argentina, que recorda amb cert afecte a l'exnòvio Arkadin i no té cap intenció de donar a conèixer el seu passat.
Seguint els indicadors, Stratten descobreix que Arkadin no sols l'ha seguit i visitat tots els testimonis, sinó que tots acaben morts, inclosa la Sophie. Confereix amb la Raina, que eli revela que el seu pare no té amnèsia. Per què el van contractar, doncs; i li pagaran mai? 
Arkadin l'obliga a assistir a la festa de la Nit de Nadal a Munic, on s'assabenta que el seu benefactor l'havia fet servir com a cap de turc, que volia ocultar permanentment el seu passat criminal s Raina, perquè no perdés tant el seu amor com la seva adoració. Pitjor encara, la Mily ha aparegut morta i Stratten ha estat incriminat en el seu assassinat. Sabent que també morirà si no pot salvar l'última connexió viva amb el passat d'Arkadin, Jakob Zouk, Stratten s'afanya a intentar trobar-lo i allunyar-lo. Zouk, empobrit i malalt terminal, no té cap simpatia per Stratten; aviat acaba assassinat a l'habitació d'hotel de Stratten, amb Stratten novament assenyalat.
Stratten fa un nou pla desesperat per fugir al castell espanyol d'Arkadin, dir-ho tot a Raina i refugiar-se junts al santuari. Compra l'últim seient de l'últim avió cap a Barcelona. La Raina el coneix a l'aeroport. Abans que Stratten pugui revelar el seu secret, Arkadin arriba a dalt en un avió llogat. Ell comanda el sistema PA de l'aeroport i ordena a Raina que no escolti. Sense temps per explicar per què, Stratten explota el seu costat rebel i la convenç de dir simplement "És massa tard". El silenci radiofònic i un avió buit travessant el cel són tot el que segueix.
Conscient que Stratten l'havia utilitzat per salvar la seva vida, i sempre sabent que el seu pare havia estat corrupte, sigui quina sigui la seva identitat real, Raina no vol tenir res a veure amb l'escorpí. Desesperada, accepta l'obertura d'un noble britànic que havia rebutjat abans i se'n va al volant del seu esportiu.
Stratten, que s’ho havia jugat tot, fins i tot la Mily, jugant la mà per pura cobdícia, ho perd tot menys la seva vida, i acaba pitjorque auan havia començat. Una recompensa adequada tant per la seva conducta com per al seu caràcter, el final queda clar.

## Repartiment
- Orson Welles com a Gregory Arkadin
- Robert Arden com a Guy Van Stratten
- Patricia Medina com a Mily
- Paola Mori com a Raina Arkadin
- Akim Tamiroff com a Jakob Zouk
- Michael Redgrave com a Burgomil Trebitsch
- Grégoire Aslan com a Bracco
- Jack Watling com a Bob, el marquès de Rutleigh
- Mischa Auer com a professora
- Peter van Eyck com Thaddeus
- Annabel Buffet com la dona amb una baguette a París
- Suzanne Flon com a baronessa Nagel
- Frederick O'Brady com a Oskar
- Katina Paxinou com Sophie Radzweickz Martinez
- Tamara Shayne com la dona que amaga Zouk
- Terence Longdon com a secretari del Sr. Arkadin
- Gert Fröbe com a detectiu de Munic
- Eduard Linker com a policia de Munic
- Manuel Requena com a Jesús Martínez
- Gordon Heath com a pianista al bar de Cannes

A més, Welles va doblar diverses parts vocals (incloses les línies de Mischa Auer), i l'actriu Billie Whitelaw va batejar el diàleg de Paola Mori per cobrir el seu fort accent italià.

## Producció
La història es basava en diversos episodis de la sèrie radiofònica The Adventures of Harry Lime, que al seu torn es basava en el personatge que Welles va interpretar a El tercer home. La principal inspiració per a la trama va ser l'episodi titulat "Man of Mystery", tot i que alguns elements poden haver estat extrets d'un episodi del programa de ràdio Ellery Queen titulat "El cas del número trenta-un", principalment el nom semblant George Arkaris, el misteriós lloc de naixement, la propietat de la Riviera francesa i el castell espanyol. La majoria dels altres elements clau per al personatge d'Arkadin provenen d'un traficant d'armes de la vida real, Basil Zaharoff.
En una entrevista per a la sèrie Arena de la BBC que es va mostrar per primera vegada el 1982, Welles va descriure Mr. Arkadin com el "gran desastre" de la seva vida a causa de la seva pèrdua de control creatiu. La pel·lícula no es va estrenar als Estats Units fins al 1962.
La comtessa Paola Di Girfalco, que va interpretar el paper de la filla d'Arkadin amb el seu nom artístic de Paola Mori, es va convertir en la tercera esposa de Welles el 1955, en algun moment durant la producció de la pel·lícula. La pel·lícula va iniciar la llarga relació de Welles amb Espanya, on va viure durant diversos períodes de la seva vida.

### Múltiples versions de la pel·lícula
Es van estrenar diverses versions diferents de la pel·lícula. En el seu assaig de 1991 "The Seven Arkadins", l'historiador del cinema Jonathan Rosenbaum va identificar set versions diferents de la història, i des de la seva publicació inicial, han sorgit dues versions més, incloent una novel·la i una obra de teatre. Quan Welles va faltar una data límit d'edició, el productor Louis Dolivet es va treure la pel·lícula de les seves mans i va publicar diverses edicions de la pel·lícula, cap de les quals va ser aprovada per Welles. A la confusió s'afegeix una novel·la del mateix títol que es va atribuir a Welles, tot i que Welles va afirmar que desconeixia l'existència del llibre fins que va veure'n una còpia en una llibreria. Se’n considera l’autor Maurice Bessy, escriptor francès amic de Welles.

#### Les "set versions"
En el seu assaig de 1991 "The Seven Arkadins", l'historiador del cinema Jonathan Rosenbaum va identificar set versions diferents de la història, i des de la publicació inicial de l'assaig, han sorgit dues versions més.

##### Pre-pel·lícula
1. Tres episodis de la sèrie de ràdio The Lives of Harry Lime, escrita, dirigida i protagonitzada per Welles. La trama bàsica d'un ric senyor Arkadian (esclat amb tres com en aquesta versió) encarregant un informe confidencial sobre la seva vida anterior es pot trobar a l'episodi "Man of Mystery" (emès per primera vegada l'11 d'abril de 1952), mentre que l'episodi "Murder on the Riviera" (emès per primera vegada el 23 de maig de 1952) i l'episodi final "Greek Meets Greek" (emès per primera vegada el 25 de juliol de 1952) contenen elements argumentals repetits a la pel·lícula. Tingueu en compte que a la pel·lícula, el popular personatge de Harry Lime de El tercer home és substituït pel menys simpàtic Guy Van Stratten, ja que Welles no posseïa els drets d'autor del personatge de Lime perquè s'havien comprat els drets dels personatges de Harry Alan Towers per a la sèrie de ràdio Lives of Harry Lime.
2. Masquerade, una primera versió del guió del que finalment es convertiria en Mr. Arkadin, té diferències substancials amb les versions cinematogràfiques. El guió segueix una estructura estrictament cronològica més que l'estructura d'anada i tornada de la pel·lícula. Moltes de les escenes de la pel·lícula estan ambientades en diferents països, i una llarga seqüència a Mèxic falta completament a la pel·lícula final.

##### Diferents muntatges de la pel·lícula estrenada en vida de Welles
De manera crucial, cap de les versions disponibles abans del 2006 contenia totes les imatges trobades a les altres; a cadascuna li faltaven alguns elements a les altres versions, i cadascuna té diferències d'edició substancials amb les altres.
3. La versió principal en castellà de Mr. Arkadin (93 minuts) es va rodar adossada a la versió en anglès i va ser la primera a estrenar-se a Madrid el març de 1955. Tot i que el repartiment i l'equip eren en gran part els mateixos, dos personatges van ser interpretats per actors espanyols: Amparo Rivelles interpreta la baronessa Nagel i Irene López Heredia interpreta Sophie Radzweickz Martinez. Les dues escenes amb les actrius es van tornar a rodar en castellà, però totes les altres tenien doblatge en castellà sobre diàlegs en anglès. Aquesta versió acredita a Robert Arden com a "Bob Harden".
4. Hi ha un segon tall en castellà més llarg de Mr. Arkadin, que Rosenbaum no coneixia en el moment en què va escriure The Seven Arkadins. (Va confessar a l'assaig haver vist només fragments breus d'una versió.) Aquesta versió acredita a Robert Arden com "Mark Sharpe".
5. Confidential Report (98 minuts), la publicació europea més comuna de Mr. Arkadin, estrenada a Londres l'agost de 1955. Les diferències amb aquesta versió inclouen la narració fora de la pantalla de Van Stratten. Rosenbaum especula que l'edició d'aquesta versió es va basar en un primer esborrany del guió de Welles, ja que la seva exposició és molt més senzilla que la de la versió "Corinth".
6. La versió "Corinth" (99 minuts) porta el nom de Corinth Films, el distribuïdor inicial de la pel·lícula als Estats Units. Fins a la reedició de 2006, es creia que era la versió més propera a la concepció de Welles. Peter Bogdanovich va descobrir la seva existència el 1961 i va aconseguir el seu primer llançament als Estats Units el 1962, set anys després que s'estrenés versions alternatives de la pel·lícula a Europa.
7. La versió més vista de Mr. Arkadin (95 minuts) és la versió d'estrena als Estats Units que elimina completament l'estructura de flashback de la pel·lícula i presenta una narrativa més senzilla i lineal. Rosenbaum la descriu com "la versió menys satisfactòria", que és una edició "maldestrament truncada" de la versió "Corinth", sovint editant mitges frases, fent alguns diàlegs incomprensibles.
Sovint es considera erròniament que aquesta versió pertany al domini públic, però com que la pel·lícula és una coproducció europea, els seus drets d'autor no caduquen fins al 2068, setanta anys després de la mort el 1998 de l'últim cocreador supervivent, el compositor. Paul Misraki. La gran majoria dels llançaments de DVD són bootlegs de molt baixa qualitat de la versió estatunidenca.

#### Una 8a novel·lació
8. La novel·la Mr. Arkadin es va publicar per primera vegada en francès a París el 1955, i després en anglès el 1956, tant a Londres com a Nova York. Welles va ser acreditat com a autor, i la sobrecoberta del llibre va presumir: "Potser és sorprenent que Orson Welles... no hagi escrit cap novel·la abans".
"No vaig escriure ni una paraula d'aquesta novel·la. Ni l'he llegida mai", va dir Welles a Peter Bogdanovich. "Algú ho va escriure en francès per publicar-lo en sèrie als diaris. Ja ho saps, per promocionar la pel·lícula. No sé com va quedar sota tapa dura, ni qui va cobrar per això." Va ser publicat al diari del Regne Unit el Daily Express a 1955.
Welles sempre va negar l'autoria del llibre, i l'actor i escriptor francès Maurice Bessy, a qui s'acredita haver traduït el llibre al francès, durant molt de temps es rumorejava que era l'autor real. Rosenbaum va suggerir que el llibre estava escrit en francès i després es va traduir a l'anglès, ja que les línies del guió eren aproximacions que semblaven haver estat traduïdes de l'anglès al francès i de nou a l'anglès. La investigació de l'estudiós cinematogràfic François Thomas als articles de Louis Dolivet ha descobert proves documentals que Bessy n'era realment l'autor.

#### La 9a - Edició Criterion (2006)
9. Tot i que cap versió de la pel·lícula pot afirmar que sigui definitiva, ja que Welles no va acabar mai d'editar la pel·lícula, aquesta versió (105 minuts) és probablement la més propera a la visió original de Welles, encara que els creadors d'aquesta versió restaurada expressen els seus dubtes sobre la "correcció" d'alterar l'obra d'un altre artista. Va ser compilat l'any 2006 per Stefan Drössler del Museu del Cinema de Munic i Claude Bertemes de la Cinémathèque municipale de Luxembourg, amb Peter Bogdanovich i Jonathan Rosenbaum donant assistència tècnica. Utilitza totes les imatges disponibles en anglès i intenta seguir l'estructura i l'estil d'edició de Welles el més a prop possible i també incorpora els seus comentaris al llarg dels anys sobre on van fallar les altres edicions de la pel·lícula. No obstant això, segueix sent una aproximació; per exemple, Welles va comentar que la seva versió de la pel·lícula va començar amb el cos d'una dona (Mily) a una platja, incloent un primer pla que fa evident la seva identitat. Mentre que l'edició de Criterion restaura l'obertura de la pel·lícula sobre el cos d'una dona a la platja, només existeix un pla llarg (pres de la versió de Corinth) en què no és clar de qui és el cos; no es va poder utilitzar cap primer pla de Mily, ja que el metratge ja no existeix.
La versió de Criterion Collection inclou el següent:
- La versió "Corinth" de la pel·lícula
- La versió Confidential Report de la pel·lícula
- Pistes de comentaris dels estudiosos del cinema de Welles Jonathan Rosenbaum i James Naremore
- Una còpia de la novel·la
- Clips d'una de les versions en castellà
- Els tres episodis de ràdio Harry Lime en què es va basar la pel·lícula

La versió de Criterion Collection està ara exhaurida.

## Recepció
El director de cinema japonès Shinji Aoyama va classificar Confidential Report com una de les millors pel·lícules de tots els temps. L'any 2012 va dir: "Cap altra pel·lícula és destructiva com Confidential Report, la qual cosa em provoca emocions diferents cada vegada que la veig. Aconseguir aquest tipus d'indeterminació en una pel·lícula és l'objectiu més alt que sempre espero, però mai ho puc aconseguir."
El cineasta Christopher Nolan la va considerar en el Top 10 de Criterion, "Ningú no podria donar un gran cas a la pel·lícula avortada de Welles en general", però que la pel·lícula conté "una visió esfereïdora del geni del gran home".